# Ізотопи сірки
Сірка має 23 відомі ізотопи з масовими числами від 27 до 49, чотири з яких стабільні: 32S (95,02%), 33S (0,75%), 34S (4,21%) та 36S (0,02%).
Переважання сірки-32 пояснюється її утворенням з вуглецю-12 плюс послідовне захоплення п'яти ядер гелію-4 в результаті термоядерного синтезу в так званому альфа-процесі вибуху наднових II типу (див. горіння кремнію).
Окрім 35S, усі радіоактивні ізотопи сірки мають порівняно короткоживучі властивості. 35S утворюється внаслідок розщеплення 40Ar космічними променями в атмосфері[джерело?]. Його період напіврозпаду становить 87 днів[джерело?]. Наступним найдовгоживучим радіоізотопом є сірка-38, період напіврозпаду якої становить 170 хвилин. Ізотопи легші за 32S здебільшого розпадаються на ізотопи фосфору або кремнію, тоді як 35S і важчі радіоізотопи розпадаються на ізотопи хлору.
Пучки кількох радіоактивних ізотопів (таких як 44S) були досліджені теоретично в рамках синтезу надважких елементів, особливо тих, що знаходяться поблизу острова стабільності.
Коли сульфідні мінерали випадають в осад, ізотопна рівновага між твердими речовинами та рідиною може спричинити невеликі відмінності в значеннях δ34S когенетичних мінералів. Різниці між мінералами можна використовувати для оцінки температури рівноваги. Значення δ13C та δ34S співіснуючих карбонатів та сульфідів можна використовувати для визначення pH та фугітивністі кисню рудоносної рідини під час рудоутворення:6.
У більшості лісових екосистем сульфат походить переважно з атмосфери; вивітрювання рудних мінералів також вносить певну кількість сірки. Сірку з характерним ізотопним складом використовували для ідентифікації джерел забруднення, а збагачену сірку додавали як мічені атоми у гідрологічних дослідженнях. Різниця в поширеності ізотопів також може бути використана в системах, де існує достатня варіація 34S компонентів екосистеми. В озерах Скелястих гір, де, як вважається, переважають атмосферні джерела сульфатів, було виявлено інші значення δ34S, ніж в океанах, де, як вважається, переважають водні джерела сульфатів.

## Список ізотопів
| Символ ізотопу | Z(p)          | N(n)          | Маса ізотопу (u)  | Період напіврозпаду | Типи розпаду  | Дочірні ізотопи | Спін і парність ядра | Поширеність ізотопу в природі (мольна частка) |
| -------------- | ------------- | ------------- | ----------------- | ------------------- | ------------- | --------------- | -------------------- | --------------------------------------------- |
| 27S            | 16            | 11            | 27,01878(43)#     | 16,3(2) мс          | p (61%)       | 26Si            | (5/2+)               |                                               |
| 27S            | 16            | 11            | 27,01878(43)#     | 16,3(2) мс          | β+ (36%)      | 27P             | (5/2+)               |                                               |
| 27S            | 16            | 11            | 27,01878(43)#     | 16,3(2) мс          | β+, 2p (3,0%) | 25Al            | (5/2+)               |                                               |
| 28S            | 16            | 12            | 28,00437(17)      | 125(10) мс          | β+ (79,3%)    | 28P             | 0+                   |                                               |
| 28S            | 16            | 12            | 28,00437(17)      | 125(10) мс          | β+, p (20,7%) | 27Si            | 0+                   |                                               |
| 29S            | 16            | 13            | 28,996678(14)     | 188(4) мс           | β+ (53,6%)    | 29P             | 5/2+#                |                                               |
| 29S            | 16            | 13            | 28,996678(14)     | 188(4) мс           | β+, p (46,4%) | 28Si            | 5/2+#                |                                               |
| 30S            | 16            | 14            | 29,98490677(22)   | 1,1798(3) с         | β+            | 30P             | 0+                   |                                               |
| 31S            | 16            | 15            | 30,97955700(25)   | 2,5534(18) с        | β+            | 31P             | 1/2+                 |                                               |
| 32S            | 16            | 16            | 31,9720711735(14) | Стабільний          | Стабільний    | Стабільний      | 0+                   | 0,9485(255)                                   |
| 33S            | 16            | 17            | 32,9714589086(14) | Стабільний          | Стабільний    | Стабільний      | 3/2+                 | 0,00763(20)                                   |
| 34S            | 16            | 18            | 33,967867011(47)  | Стабільний          | Стабільний    | Стабільний      | 0+                   | 0,04365(235)                                  |
| 35S            | 16            | 19            | 34,969032321(43)  | 87,37(4) д          | β−            | 35Cl            | 3/2+                 | Сліди                                         |
| 36S            | 16            | 20            | 35,96708069(20)   | Стабільний          | Стабільний    | Стабільний      | 0+                   | 1,58(17)×10−4                                 |
| 37S            | 16            | 21            | 36,97112550(21)   | 5,05(2) хв          | β−            | 37Cl            | 7/2−                 |                                               |
| 38S            | 16            | 22            | 37,9711633(77)    | 170,3(7) хв         | β−            | 38Cl            | 0+                   |                                               |
| 39S            | 16            | 23            | 38,975134(54)     | 11,5(5) с           | β−            | 39Cl            | (7/2)−               |                                               |
| 40S            | 16            | 24            | 39,9754826(43)    | 8,8(22) с           | β−            | 40Cl            | 0+                   |                                               |
| 41S            | 16            | 25            | 40,9795935(44)    | 1,99(5) с           | β−            | 41Cl            | 7/2−#                |                                               |
| 42S            | 16            | 26            | 41,9810651(30)    | 1,016(15) с         | β− (>96%)     | 42Cl            | 0+                   |                                               |
| 42S            | 16            | 26            | 41,9810651(30)    | 1,016(15) с         | β−, n (<1%)   | 41Cl            | 0+                   |                                               |
| 43S            | 16            | 27            | 42,9869076(53)    | 265(13) мс          | β− (60%)      | 43Cl            | 3/2−                 |                                               |
| 43S            | 16            | 27            | 42,9869076(53)    | 265(13) мс          | β−, n (40%)   | 42Cl            | 3/2−                 |                                               |
| 43mS           | 320,7(5) кеВ  | 320,7(5) кеВ  | 320,7(5) кеВ      | 415,0(26) нс        | ІП            | 43S             | (7/2−)               |                                               |
| 44S            | 16            | 28            | 43,9901188(56)    | 100(1) мс           | β− (82%)      | 44Cl            | 0+                   |                                               |
| 44S            | 16            | 28            | 43,9901188(56)    | 100(1) мс           | β−, n (18%)   | 43Cl            | 0+                   |                                               |
| 44mS           | 1365,0(8) кеВ | 1365,0(8) кеВ | 1365,0(8) кеВ     | 2,619(26) мкс       | ІП            | 44S             | 0+                   |                                               |
| 45S            | 16            | 29            | 44,99641(32)#     | 68(2) мс            | β−, n (54%)   | 44Cl            | 3/2−#                |                                               |
| 45S            | 16            | 29            | 44,99641(32)#     | 68(2) мс            | β− (46%)      | 45Cl            | 3/2−#                |                                               |
| 46S            | 16            | 30            | 46,00069(43)#     | 50(8) мс            | β−            | 46Cl            | 0+                   |                                               |
| 47S            | 16            | 31            | 47,00773(43)#     | 24# мс [>200 нс]    |               |                 | 3/2−#                |                                               |
| 48S            | 16            | 32            | 48,01330(54)#     | 10# мс [>200 нс]    |               |                 | 0+                   |                                               |
| 49S            | 16            | 33            | 49,02189(63)#     | 4# мс [>400 нс]     |               |                 | 1/2−#                |                                               |

1. ↑  ( ) — Похибка (1σ) наводиться в стислій формі в круглих дужках після відповідних останніх цифр.
2. ↑    1.  — Атомна маса, позначена #: значення та невизначеність, отримані не з чисто експериментальних даних, а принаймні частково з тенденцій поверхні мас.
3. ↑    1.  — Значення, позначені #, отримані не виключно з експериментальних даних, але принаймні частково з трендів сусідніх нуклідів.
4. ↑  Скорочення:
ЕЗ: електронне захоплення
ІП: ізомерний перехід
5. ↑  Жирним для стабільних ізотопів
6. ↑    1.  — Значення, позначені #, отримані не виключно з експериментальних даних, але принаймні частково з трендів сусідніх нуклідів.
7. ↑  Спіни зі слабким оцінковим обґрунтуванням взяті в дужки.
8. ↑  Heaviest theoretically stable nuclide with equal numbers of protons and neutrons
9. ↑  Космогенний